# Kasper Schmeichel
Kasper Peter Schmeichel (Copenhague, 5 de Novembro de 1986) é um futebolista dinamarquês que atua como goleiro. Atualmente está no Celtic.
É filho do lendário Peter Schmeichel, ex-goleiro do Manchester United e considerado um dos melhores de todos os tempos na posição.

## Carreira

### Início
Tendo atuado na infância como goleiro de handebol, Kasper iniciou sua carreira no Manchester City, clube que na época seu pai, Peter, defendia. Antes de sua estreia na equipe principal do City, Kasper teve passagens por empréstimo pelos ingleses Darlington e Bury, que pertenciam a divisões inferiores,e o Falkirk, que disputava a elite escocesa. Em ambos, apesar de seu curto tempo de empréstimo e inexperiência, foi titular.
Sua estreia no City aconteceu após uma lesão do titular Andreas Isaksson, contra o West Ham United, em 11 de agosto de 2007. Disputou mais algumas partidas, mostrando bom desempenho, a ponto de ser cotado para defender a Seleção Inglesa, uma vez que tinha direito à cidadania britânica em razão do tempo de residência no país.
Apesar desse bom momento, acabou sendo emprestado ao galês Cardiff City, onde também foi bem. Tinha inclusive a intenção de permanecer mais tempo, porém, após a saída de Isaksson do clube, teve que voltar a Manchester. No ano seguinte, ainda teve uma passagem pelo Coventry City.

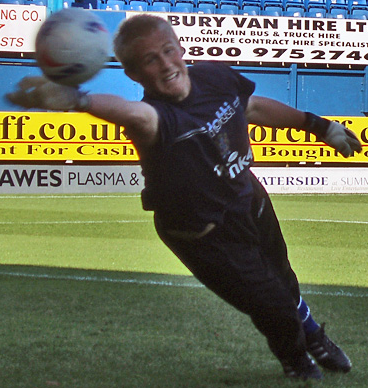
Schmeichel em 2006, pelo Bury.

No City, ainda teve a oportunidade de disputar mais uma partida, mas acabou perdendo espaço com a chegada do irlandês Shay Given, além de Joe Hart, com quem disputava a posição de segundo goleiro da equipe. Em 14 de agosto de 2009, foi contrato pelo tradicional Notts County, que pagou cerca de um milhão de euros. Sven-Göran Eriksson, que foi seu treinador no City, foi o responsável por sua ida ao Notts.

### Notts County
Na tradicional equipe de Nottingham, viveu seus melhores momentos na carreira até então. Com um time modesto, o Notts conseguiu conquistar o título da quarta divisão, tendo Kasper sido um dos responsáveis pela boa campanha através de suas defesas. Ao final da temporada, Kasper foi eleito o melhor jogador do campeonato. Porém, mesmo com seu sucesso em apenas uma temporada no clube, acabou sendo liberado ao término do campeonato devido ao seu alto salário de quinze mil euros por semana.

### Leeds United
Após sua saída do Notts County, foi especulado que diversos clubes estavam interessandos em contratar Kasper, incluindo clubes da Alemanha, mas em 27 de maio, assinou um contrato de duas temporadas com o tradicional Leeds United. Logo em suas primeiras partidas pelo clube, acabaria sofrendo uma lesão que o afastaria durante algumas semanas. Seu retorno ainda seria adiado em mais uma partida após o nascimento de seu primeiro filho na noite anterior a primeira partida que faria desde sua lesão.
Após suas duas últimas temporadas, onde teve grande desempenho, recebeu em 24 de maio de 2011 sua primeira convocação para a Seleção Dinamarquesa, para a partida contra à Islândia, válida pelas eliminatórias da Eurocopa 2012. Curiosamente, sua primeira oportunidade na seleção aconteceu no mês de maio e aos 24 anos, assim como seu pai. Tendo sido convocado apenas como a terceira opção, acabou não participando da partida.
Mesmo com mais uma temporada de contrato, o Leeds anunciou em 20 de junho de 2011 a venda de Kasper para o Leicester City (o qual era treinado, então, por Sven-Göran Eriksson) por valores em torno de um milhão e 250 mil libras. Schmeichel disse que foi com muita decepção que eu soube que eles aceitaram a oferta do Leicester.

### Leicester City

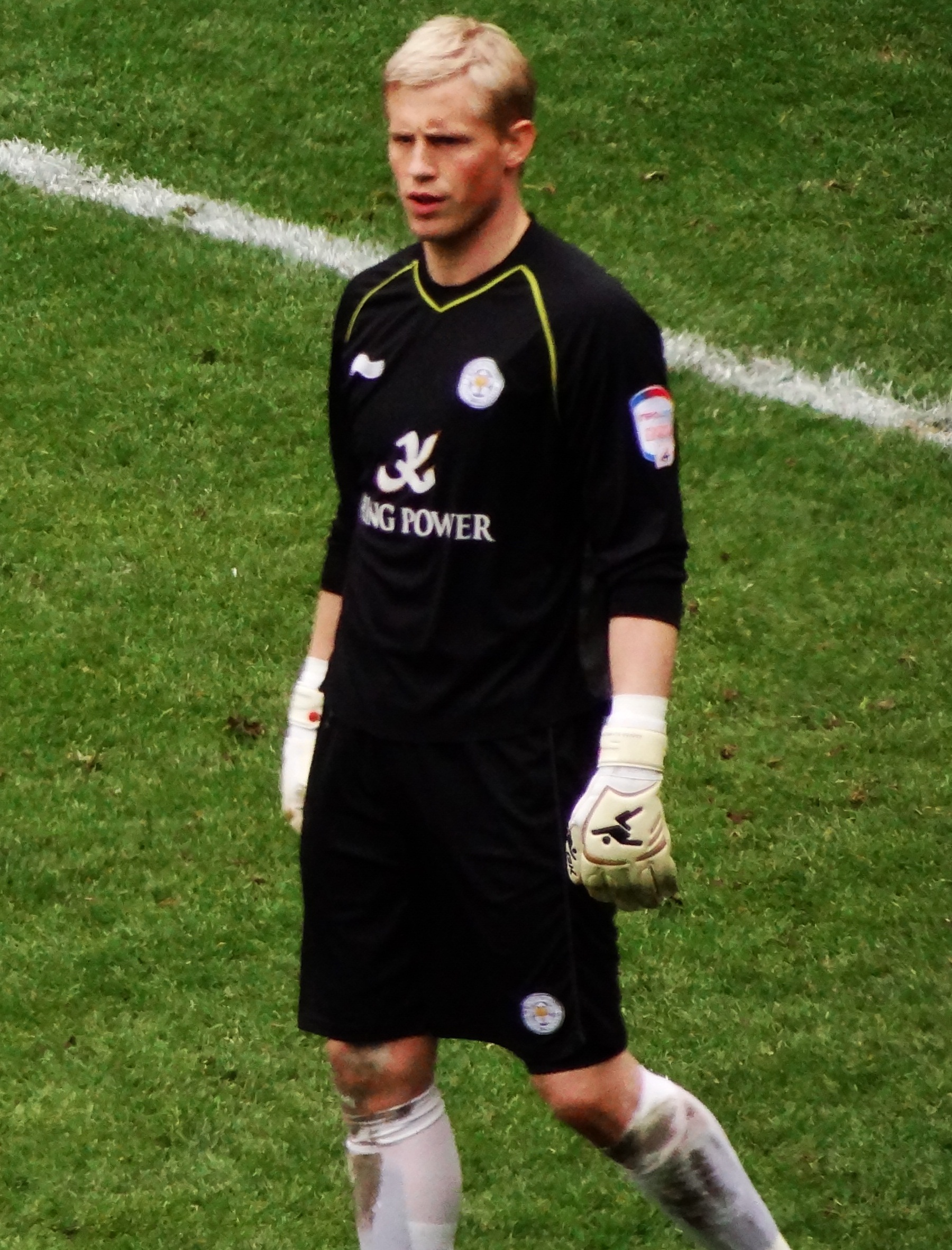
Kasper em 2012.

Sua primeira partida com o Leicester aconteceu no amistoso contra o Real Madrid, disputado em 30 de julho de 2011. Tendo disputado a partida inteira, ela terminou com vitória espanhola por 2 x 1, sendo a menor do Real durante sua pré-temporada. Já sua primeira partida oficial aconteceu em 6 de agosto, na disputa do Championship, terminando desta vez com vitória (1 x 0) do seu time. Sua primeira temporada no clube terminou com um total de 56 partidas disputadas.[carece de fontes?]
Pouco mais de um ano após sua única convocação para a seleção dinamarquesa, em 29 de maio de 2012 foi anunciado sua convocação para a Eurocopa 2012, entrando no lugar do titular Thomas Sørensen, que foi cortado a devido uma lesão nas costas. Curiosamente, Sørensen substituiu Peter, seu pai, na seleção após sua aposentadoria.
Apesar de presente na Euro, sua estreia ocorreu apenas em 2013, quando esteve em campo na partida amistosa contra à Macedônia, disputada em 6 de fevereiro e que terminou com derrota dinamarquesa por 3 x 0.
Após subir com o Leicester para a Premier League na temporada 2013/14, e permanecer na divisão de elite na temporada seguinte após vencer surpreendentes sete das últimas nove partidas, Kasper se tornou campeão na temporada 2015/16, sendo um dos líderes e responsáveis pela inédita conquista. Curiosamente, assim como seu pai, sua primeira conquista da Premier League ocorreu em 2 de maio, aos 29 anos, e sem precisar jogar.

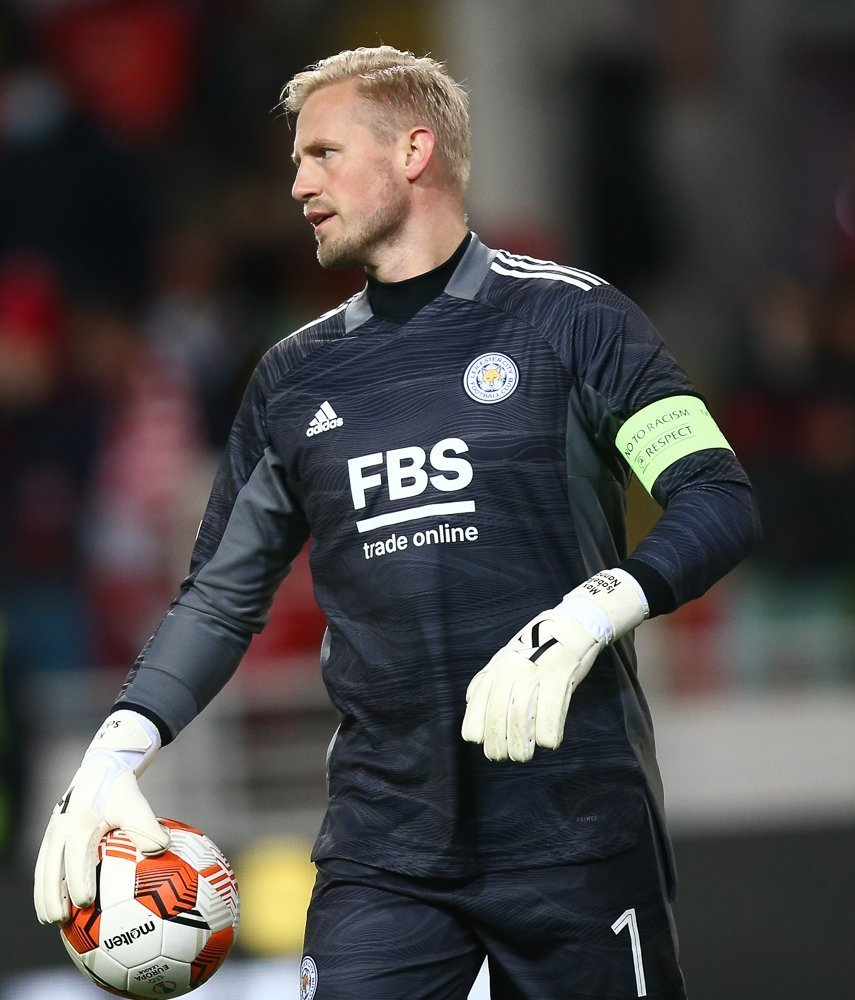
O goleiro tornou-se um grande ídolo do time e assumiu a braçadeira de capitão.

O dinamarquês vinha sendo titular em todas as competições e jogou a Champions League pelas Raposas fazendo boas defesas até que sofreu uma fratura numa de suas mãos no confronto contra o F.C Copenhagen, mesmo assim, garantiu o empate sem gols ao salvar uma tentativa de Andreas Cornelius nos acréscimos da partida. Dois dias após, fez a cirurgia para tratar de sua lesão e Zieler tomou seu lugar na meta. Voltou às traves nos confrontos contra o Sevilla pelas oitavas-de-final, salvando dois pênaltis - um em cada confronto - assegurando a classificação dos Foxes pelo placar agregado de 3-2.
Em 31 de março de 2018, defendeu um pênalti na vitória de 2-0 sobre o Brighton alcançando o mesmo número de cobranças salvas de seu pai na competição (três de 21 pênaltis salvos na Premier League).
No final da temporada 2021/22 não teve seu contrato renovado deixando o Leicester onde jogava desde 2011, fez 479 jogos pela equipe e foi campeão da Premier League em 2016 e da Copa da Inglaterra e do Community Shield em 2021.

### Nice
Em 3 de agosto de 2022, o Nice anunciou a contratação do goleiro Kasper Schmeichel junto ao Leicester, o valor da transferência e a duração do contrato não foram oficialmente revelados. Segundo a imprensa francesa, o goleiro assinou por duas temporadas. No dia 1º de setembro de 2023, o contrato foi rescindido com o clube em acordo mútuo.

### Anderlecht
Em 5 de setembro de 2023, Schmeichel assinou contrato com o clube belga por um ano.
Em sua única temporada ele jogou 31 dos 34 jogos possíveis da liga e um jogo da copa.

### Celtic
Em 18 de julho de 2024, o Celtic anunciou o acerto junto a Schmeichel, o contrato é válido por uma temporada. A chegado foi sem custos.

## Seleção Dinamarquesa
Kasper foi convocado para a Copa do Mundo FIFA de 2018. Na primeira partida da fase de grupos, contra o Peru, manteve sua meta sem vazar e foi escolhido como o homem do jogo; além de estabelecer uma nova marca de minutos sem tomar gol, ultrapassando o recorde de seu pai. Nas oitavas-de-final, foi escolhido novamente como o homem da partida ao salvar o pênalti batido por Luka Modric na prorrogação e defender duas penalidades na disputa de pênaltis com a Croácia.

## Títulos
Notts County
- Football League Two: 2009–10

Leicester City
- Football League Championship: 2013–14
- Campeonato Inglês: 2015–16
- Copa da Inglaterra: 2020–21
- Supercopa da Inglaterra: 2021

Celtic
- Campeonato Escocês: 2024–25
- Copa da Liga Escocesa: 2024–25

### Prêmios individuais
- Jogador Dinamarquês do Ano: 2016
- Seleção da Década da Football League: 2005-2015
- Seleção da Temporada do The Championship: 2012/13, 2013/14
- Jogador do Mês da League Two: Outubro 2009
- Seleção da Temporada da League Two: 2009/10
- Seleção da Temporada da League Two (eleito pelos fãs): 2009/10
- Jogador da Rodada da FA Cup: Terceira rodada, 2009/10
- Jogador da Temporada do Leicester City: 2011/12
- Jogador da Temporada do Leicester City (eleito pelos jogadores): 2011/12
- Jogador da Temporada do Leicester City (eleito pelos torcedores): 2011/12
- Melhor Goleiro do Mundo-3°
- 72º melhor jogador do ano de 2016 (The Guardian)[43]